# لی اوانس (بازیکن فوتبال)
لی اوانس (انگلیسی: Lee Evans؛ زادهٔ ۲۴ ژوئیهٔ ۱۹۹۴) بازیکن فوتبال اهل بریتانیا است.
از باشگاه‌هایی که در آن بازی کرده‌است می‌توان به باشگاه فوتبال ویگان اتلتیک، باشگاه فوتبال ولورهمپتون واندررز، باشگاه فوتبال نیوپورت کانتی، و باشگاه فوتبال برادفورد سیتی اشاره کرد.
وی همچنین در تیم‌های ملی فوتبال Wales national semi-professional football team، زیر ۲۱ سال ولز، و ولز بازی کرده‌است.